# Kolanowszczyzna
Kolanowszczyzna – osiedle włocławskie, znajdujące się w dzielnicy Śródmieście.
Około 1865 r. Kolanowszczyzna była folwarkiem, którego grunty, na podstawie odpowiedniego aktu notarialnego, miasto przekazywało zainteresowanym w wieczystą dzierżawę.